# Revised Quest for the Seasoned Traveller
Albums de A Tribe Called Quest
The Low End Theory
(1991) Midnight Marauders
(1993)
Revised Quest for the Seasoned Traveller est un album de remixes du groupe A Tribe Called Quest, sorti en 1992 uniquement en Europe et au Canada.

## Liste des titres
| No  | Titre                                        | Contient un (des) sample(s) de | Durée |
| --- | -------------------------------------------- | --- | ----- |
| 1.  | Bonita Applebum (12-Inch Why Edit)           | | 5:33  |
| 2.  | I Left My Wallet in El Segundo (Vampire Mix) | Pass the Dutchie de Musical Youth | 5:57  |
| 3.  | Description of a Fool (Talkie)               | | 3:07  |
| 4.  | Pubic Enemy (Saturday Night Virus Disco Mix) | | 4:19  |
| 5.  | Check the Rhime (Mr. Muhammad's Mix)         | | 3:40  |
| 6.  | Luck of Lucien (Main Mix)                    | | 7:10  |
| 7.  | Can I Kick It (Extended Boilerhouse Mix)     | Dance of the Knights de Sergueï Prokofiev N.T. de Kool & The Gang Don't Let Love Get You Down d'Archie Bell & the Drells What a Waste de Ian Dury and the Blockheads Haboglabotribin' de Bernard Wright Groove Is in the Heart de Deee-Lite featuring Bootsy Collins et Q-Tip | 6:40  |
| 8.  | Scenario (Young Nation Mix)                  | | 5:10  |
| 9.  | If the Papes Come (Remix)                    | | 4:18  |
| 10. | Jazz (We've Got) (Re-Recording)              | | 4:20  |
| 11. | Butter (Hip Hop Mix)                         | Turned on to You des Eighties Ladies | 3:58  |
| 12. | Bonita Applebum (Hootie Mix)                 | | 3:16  |